# IBM PC Lokales Netzwerkprogramm
IBM PC Lokales Netzwerkprogramm ist eine Netzwerksoftware für das Betriebssystem DOS. Die internationale Bezeichnung lautet PC LAN Program (PCLP).

## Funktionsumfang
Das Programm bietet eine Netzwerkbetriebssystem-Erweiterung für das IBM PC-Netzwerk und das IBM Token-Ring-Netzwerk. Dazu zählen Datei- und Druckerfreigaben sowie Netzwerknachrichtendienste. Benutzer können gemeinsam Anwendungsprogramme und gemeinsame Datenbanken über das Netzwerk nutzen.

## Entwicklung
Die erste Version hieß noch IBM PC Netzwerkprogramm und unterstützte nur das IBM PC-Netzwerk.
Am 31. Dezember 1997 wurde die Vermarktung seitens der IBM eingestellt.

## Versionen
- April 1985: Version 1.0 (IBM PC Network Program)[1]
- April 1986: Version 1.1 – unterstützt DOS 3.1 und 3.2
- April 1987: Version 1.2[2] – unterstützt DOS 3.1 bis 3.3
- September 1988: Version 1.3 – unterstützt PC DOS 3.3 und 4.0
- 1989: Version 1.31
- 1989: Version 1.32
- 1990: Version 1.33
- 1991: Version 1.34 – letzte Überarbeitung